# Tratado de Frankfurt
O Tratado de Frankfurt (em francês:  Traité de Francfort; em alemão:  Friede von Frankfurt) foi um tratado de paz assinado em Frankfurt em 10 de maio de 1871, no final da Guerra Franco-Prussiana.

## Resumo
O tratado fez o seguinte:

Alsácia-Lorena

- Estabeleceu a fronteira entre a Terceira República Francesa e o Império Alemão, que envolveu a cessão de 1 694 vilas e cidades francesas à Alemanha em:
  - Alsácia: os departamentos franceses do Baixo Reno e do Alto Reno, exceto a cidade de Belfort e seu território;
  - Lorena: o departamento francês de Moselle, um terço do departamento de Meurthe, incluindo as cidades de Château-Salins e Sarrebourg, e os cantões Saales e Schirmeck no departamento de Vosges.
- Deu aos residentes da região da Alsácia-Lorena até 1 de outubro de 1872 para decidir entre manter a nacionalidade francesa e emigrar, ou permanecer na região e se tornar cidadãos alemães.
- Definir um quadro para a retirada das tropas alemãs de certas áreas.
- Regulamentou o pagamento da indenização de guerra da França de cinco bilhões de francos (com vencimento em cinco anos).
- Reconheceu a aceitação de Guilherme I da Prússia como imperador alemão.
- Ocupação militar necessária em partes da França até que a indenização fosse paga (a França pagou a indenização antes do prazo acordado).

O tratado também estabeleceu os termos para o seguinte:
- O uso de vias navegáveis em conexão com a Alsácia-Lorena.
- Comércio entre os dois países.
- O retorno dos prisioneiros de guerra.

A Alsácia-Lorena foi devolvida à França no Tratado de Versalhes de 1919.

## Fatores que influenciaram o limite

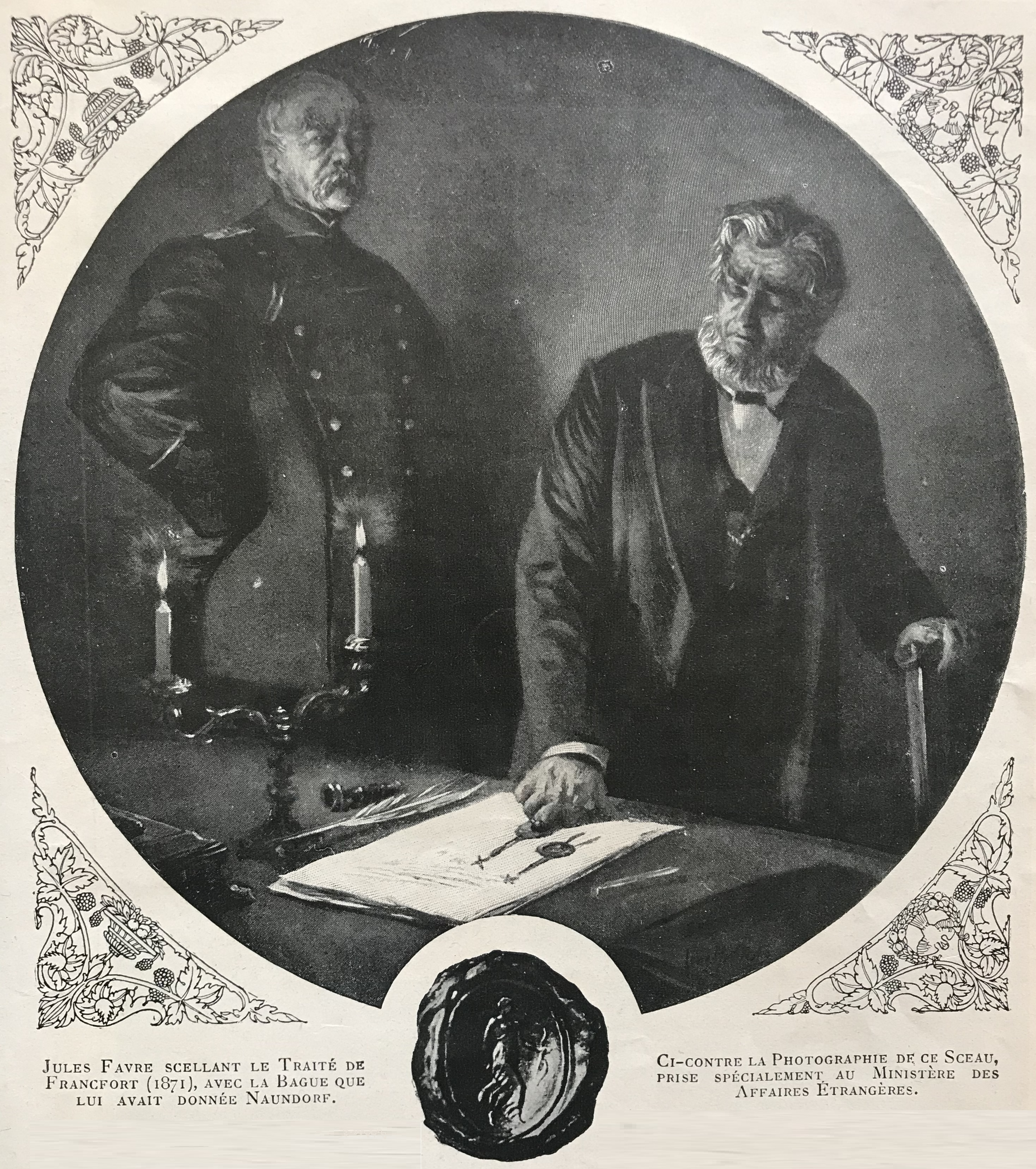
Com a presença de Bismarck, Jules Favre, ministro francês das Relações Exteriores, põe seu selo no Tratado de Frankfurt.

### Estratégia
Os militares alemães defenderam o controle da região da Alsácia, até os Vosges (cordilheira) e a área entre Thionville (Diedenhofen) e Metz como requisito para a proteção da Alemanha. Mais importante ainda, os militares alemães consideravam o controle da rota entre Thionville e Metz como a área de controle mais importante se houvesse uma futura guerra com a França.

### Política
Sem uma mudança de fronteira para o oeste, a fronteira do novo império com a França teria sido amplamente dividida entre os estados de Baden e Baviera, cujos governos estavam menos entusiasmados com a perspectiva de ter uma França vingativa à sua porta. Também teria exigido o estacionamento de forças imperiais substanciais dentro das fronteiras desses estados, possivelmente comprometendo sua capacidade de exercer a considerável autonomia que os estados do sul foram capazes de manter no tratado de unificação. Uma mudança na fronteira aliviou esses problemas.

### Nacionalismo
A nova fronteira política em grande parte (embora não inteiramente) seguiu a fronteira linguística. O fato de que a maioria da população no novo território da Terra Imperial (Reichsland) falava dialetos germânicos, e anteriormente fazia parte do Sacro Império Romano-Germânico até que foram gradualmente obtidos pela França nos dois séculos anteriores, permitiu Berlim justificar a anexação por motivos nacionalistas. No entanto, a conquista de áreas de língua francesa, como a cidade de Metz, provocou indignação na França e foi usada como um dos principais argumentos para o revanchismo francês.

### Economia
Os recursos naturais da Alsácia-Lorena (minério de ferro e carvão) não parecem ter desempenhado um papel na luta da Alemanha pelas áreas anexadas. A anexação militar foi o principal objetivo declarado junto com a unificação do povo alemão. Ao mesmo tempo, a França perdeu 1 447 000 hectares, 1 694 aldeias e 1 597 000 habitantes. Também perdeu 20% de seu potencial de mineração e siderurgia. O tratado de comércio de 1862 com a Prússia não foi renovado, mas a França concedeu à Alemanha, para comércio e navegação, uma cláusula de nação mais favorecida. A França respeitaria integralmente as cláusulas do Tratado de Frankfurt até 1914.
A França também teve que efetuar um pagamento integral de 5 000 000 000 de francos em ouro, com um bilhão em 1871, antes de qualquer retirada das forças alemãs (que ocorreu em setembro de 1873).

## Legado
Este tratado polarizou a política francesa em relação à Alemanha pelos próximos 40 anos. A reconquista da Alsácia-Lorena, as "províncias perdidas", tornou-se uma obsessão caracterizada por um revanchismo que seria um dos motivos mais poderosos do envolvimento da França na Primeira Guerra Mundial.
Em 1918, o presidente dos Estados Unidos, Woodrow Wilson, abordou a questão como Ponto 8 em seu discurso de Quatorze Pontos, expressando a vontade dos Estados Unidos de restituir a região à França. Assim, a Alsácia-Lorena retornou à República Francesa sob o Tratado de Versalhes de 1919. Os alemães aceitaram se render sob o termo da proposta americana.